# Qualificazioni al campionato mondiale di calcio a 5 2016 - CONMEBOL
Il torneo sudamericano di qualificazione al FIFA Futsal World Cup 2016, si è disputato dal 5 al 13 febbraio 2016 dalle 10 nazionali sudamericane ad Asunción in Paraguay.
Il sorteggio dei gironi si è tenuto il 23 ottobre 2015 a Luque, Paraguay.

## Fase a gironi

### Gruppo A
| Squadra   | Pti | G | V | N | P | GF | GS | DR  |
| --------- | --- | - | - | - | - | -- | -- | --- |
| Brasile   | 12  | 4 | 4 | 0 | 0 | 23 | 1  | +22 |
| Paraguay  | 7   | 4 | 2 | 1 | 1 | 11 | 6  | +5  |
| Venezuela | 6   | 4 | 2 | 0 | 2 | 11 | 13 | -2  |
| Ecuador   | 3   | 4 | 1 | 0 | 3 | 7  | 22 | -15 |
| Perù      | 1   | 4 | 0 | 1 | 3 | 5  | 15 | -10 |

| Arbitri: | Daniel Rodríguez Federico Cardozo Dario Santamaria |

|                 |           |                            |
| Rejala 25’, 32’ | Marcatori | 4’ Herrera 23’ Saldarriaga |

| Arbitri: | Cristian Espindola Henry Gutiérrez Yuri García |

|                      |           |           |
| Pito 15’ Menezes 34’ | Marcatori | 13’ Vidal |

| Arbitri: | Dario Santamaria Marcelo Bais Cristian Espindola |

|                             |           |                                                                |
| Figueroa 35’ Greydelvid 36’ | Marcatori | 6’, 38’ A. Salas 23’ Alcaraz 28’ Martínez 30’ Rejala 40’ Ayala |

| Arbitri: | Oswaldo Gómez Yuri García Federico Cardozo |

|            |           |                                             |
| Herrera 6’ | Marcatori | 13’ Miranda 23’ Portocarrero 39’ Santamaria |

| Arbitri: | Cristian Espindola Daniel Rodríguez Henry Gutiérrez |

|                                      |           |                                          |
| Barre 2’ Fotocarrero 29’ Galarza 30’ | Marcatori | 4’, 34’ Méndez 12’ Preciado 31’ Quintero |

| Arbitri: | Yuri García Oswaldo Gómez Marcelo Bais |

|  |           |               |
|  | Marcatori | 34’ Shiraishi |

| Arbitri: | Federico Cardozo Dario Santamaria Daniel Rodríguez |

| |           |  |
| Rodrigo 2’, 34’ Fernandinho 5’, 9’ Bateria 7’, 8’, 31’, 32’ Ari 21’ Pito 32’, 33’ Menezes 35’ Jé 39’, 40’ | Marcatori |  |

| Arbitri: | Marcelo Bais Henry Gutiérrez Oswaldo Gómez |

|                                       |           |                       |
| Méndez 2’, 32’ Vidal 16’ Figueroa 35’ | Marcatori | 18’ Herrera 34’ Ramos |

| Arbitri: | Oswaldo Gómez Cristian Espindola Federico Cardozo |

|  |           |                                                      |
|  | Marcatori | 15’, 25’ Shiraishi 27’ Pito 29’, 35’ Ari 32’ Menezes |

| Arbitri: | Daniel Rodríguez Yuri García Dario Santamaria |

|             |           |                                     |
| Galarza 32’ | Marcatori | 4’ Alcaraz 9’ Martínez 33’ J. Salas |

### Gruppo B
| Squadra   | Pti | G | V | N | P | GF | GS | DR  |
| --------- | --- | - | - | - | - | -- | -- | --- |
| Argentina | 12  | 4 | 4 | 0 | 0 | 20 | 2  | +18 |
| Uruguay   | 7   | 4 | 2 | 1 | 1 | 13 | 6  | +7  |
| Colombia  | 6   | 4 | 2 | 0 | 2 | 10 | 10 | 0   |
| Bolivia   | 2   | 4 | 0 | 2 | 2 | 6  | 20 | -14 |
| Cile      | 1   | 4 | 0 | 1 | 3 | 6  | 17 | -11 |

| Arbitri: | César Málaga Mario Espichan José Hernández |

|                                                     |           |                        |
| Ramírez 9’ Toro 12’, 14’, 32’ Fonnegra 13’ Díaz 19’ | Marcatori | 17’, 24’, 31’ Carrasco |

| Arbitri: | Gean Telles Flavio Marques Elvis Peña |

|                                           |           |                 |
| Cuzzolino 12’, 36’ Borruto 24’ Rescia 31’ | Marcatori | 4’, 16’ Ordoqui |

| Arbitri: | Manuel Benítez José Hernandez Mario Espichan |

|                       |           |                        |
| Fedele 5’ Ordoqui 34’ | Marcatori | 15’ Montero 26’ Galvis |

| Arbitri: | Elvis Peña Jorge Galeano Flavio Marques |

|  |           |                                      |
|  | Marcatori | 16’ Rescia 33’ Borruto 36’ Cuzzolino |

| Arbitri: | Mario Espichan Gean Telles Manuel Benítez |

|                                        |           |                                 |
| Quisbert 23’ Montero 36’ Fernández 38’ | Marcatori | 15’ Araya 17’ Arriola 3’ Concha |

| Arbitri: | Flavio Marques César Málaga Jorge Galeano |

|                              |           |  |
| C. Vaporaki 36’ Taffarel 38’ | Marcatori |  |

| Arbitri: | José Hernández Manuel Benítez César Málaga |

|                                   |           |              |
| Caro 16’ Toro 29’, 39’ Poveda 39’ | Marcatori | 34’ Quisbert |

| Arbitri: | Jorge Galeano Elvis Peña Gean Telles |

|  |           |                                                      |
|  | Marcatori | 6’, 36’ Ataídes 19’ Castro 28’ Palleiro 37’ Buggiano |

| Arbitri: | Elvis Peña Flavio Marques Jorge Galeano |

|  |           | |
|  | Marcatori | 1’ Basile 9’, 25’, 40’ A. Vaporaki 10’ Taborda 11’ Brandi 12’ Rescia 13’, 14’ Volo 15’, 31’ Cuzzolino |

| Arbitri: | Gean Telles Mario Espichan José Hernández |

|                                          |           |  |
| Salgués 16’ Fedele 21’, 40’ Palleiro 39’ | Marcatori |  |

## Fase finale

### Finale 9º/10º posto
| Arbitri: | Henry Gutiérrez Daniel Rodríguez Gean Telles |

|                            |                      |                        |
| Herrera 8’ Saldarriaga 33’ | Marcatori            | 35’ Arriola 38’ García |
| Ramírez Tavera Salerno     | Tiri di rigore 1 – 2 | Carrasco Pavez         |

### Finale 7º/8º posto
| Arbitri: | Federico Cardozo Mario Espichan Marcelos Bais |

|           |           |                                         |
| Nazate 5’ | Marcatori | 16’ Montero 32’ Portocarrero 37’ Galvis |

### Finale 5º/6º posto
| Arbitri: | Flavio Marques Jorge Galeano Oswaldo Gómez |

|                                                                       |           |                                                     |
| Cabarcas 20’ Méndez 23’ Parada 33’ Morillo 34’ Terán 40’ Quintero 40’ | Marcatori | 11’ Gutiérrez 12’ Castillo 38’ Ramírez 39’ Fonnegra |

### Semifinali
| Arbitri: | Cristian Espinola Jose Hernández Manuel Benítez |

|                                                 |           |             |
| Rato 7’ Fernandinho 8’ Bateria 17’ Marcênio 39’ | Marcatori | 40’ Ordoqui |

| Arbitri: | Yuri García César Málaga Henry Gutiérrez |

|                                        |                      |                                          |
| A. Vaporaki 19’ Borruto 20’ Rescia 35’ | Marcatori            | 26’ Santander 36’ R. Villalba 40’ Rejala |
| Basile Cuzzolino Brandi                | Tiri di rigore 3 – 2 | A. Salas Gómez R. Villalba               |

### Finale 3º/4º posto
| Arbitri: | Dario Santamaria Gean Telles Marcelos Bais |

|                 |           |                                                                 |
| Castro 19’, 36’ | Marcatori | 3’ R. Villalba 17’, 39’, 40’, 40’ Gómez 23’ Martínez 28’ Rejala |

### Finale
| Arbitri: | Daniel Rodríguez Elvis Peña Mario Espichan |

|                                               |           |  |
| Fernandinho 9’ Bateria 11’ Jé 20’ Rodrigo 34’ | Marcatori |  |

## Classifica finale
| Squadre qualificate per il FIFA Futsal World Cup 2016 |

| Posizione | Squadra   |
| --------- | --------- |
| 1         | Brasile   |
| 2         | Argentina |
| 3         | Paraguay  |
| 4         | Uruguay   |
| 5         | Venezuela |
| 6         | Colombia  |
| 7         | Bolivia   |
| 8         | Ecuador   |
| 9         | Cile      |
| 10        | Perù      |